# Лук'яненко Федір Кирилович
Федір Кирилович Лук'яненко (1909 — невідомо) — радянський футболіст, нападник.

## Спортивна кар'єра
У 30-х роках виступав за команди майстрів «Динамо», «Спартак» (обидві — Мінськ), «Динамо», «Серп і Молот» і «Сільмаш» (всі — Харків). Рекордсмен «Сільмаша» у вищому дивізіоні радянського футболу за кількістю проведених матчів і забитих голів (відповідно — 25, 11).

## Статистика
| Сезон    | Клуб               | Ліга | Чемпіонат | Чемпіонат | Кубок | Кубок |
| Сезон    | Клуб               | Ліга | І         | Г         | І     | Г     |
| -------- | ------------------ | ---- | --------- | --------- | ----- | ----- |
| 1936 (в) | «Динамо» (Харків)  | Д-2  | 2         | 0         |       |       |
| 1936 (о) | «СіМ» (Харків)     | Д-2  |           |           |       |       |
| 1937     | «Сільмаш» (Харків) | Д-3  | 9         | 1         |       |       |
| 1938     | «Сільмаш» (Харків) | Д-1  | 25        | 11        |       |       |
| 1939     | «Сільмаш» (Харків) | Д-2  | 13        | 0         |       |       |
| 1940     | «Сільмаш» (Харків) | Д-2  | 8         | 1         | —     | —     |